# Banco Castellano

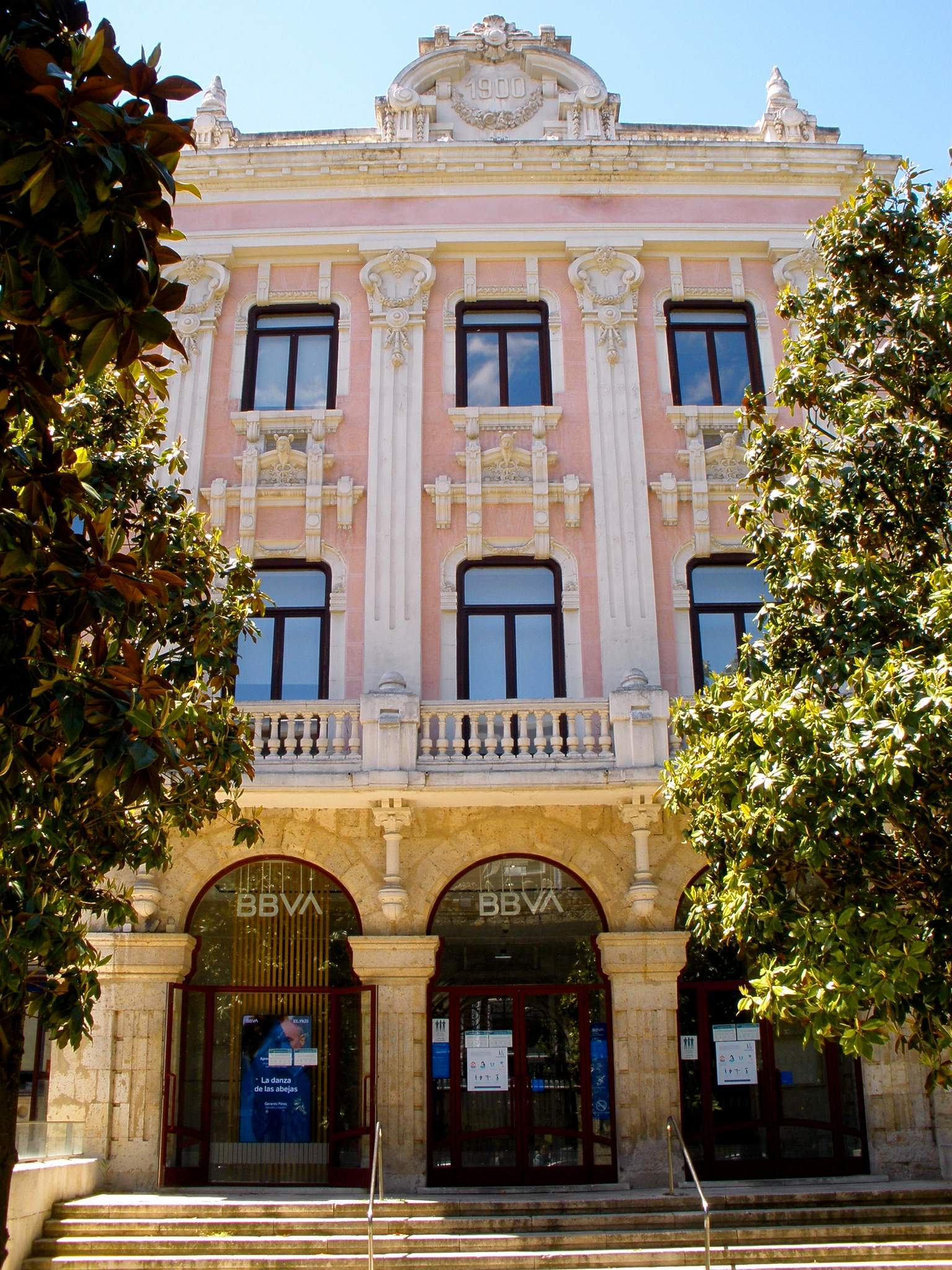
Fachada principal del palacio Ortiz Vega, antigua sede del Banco Castellano (actual oficina de BBVA) en la calle Duque de la Victoria de Valladolid.

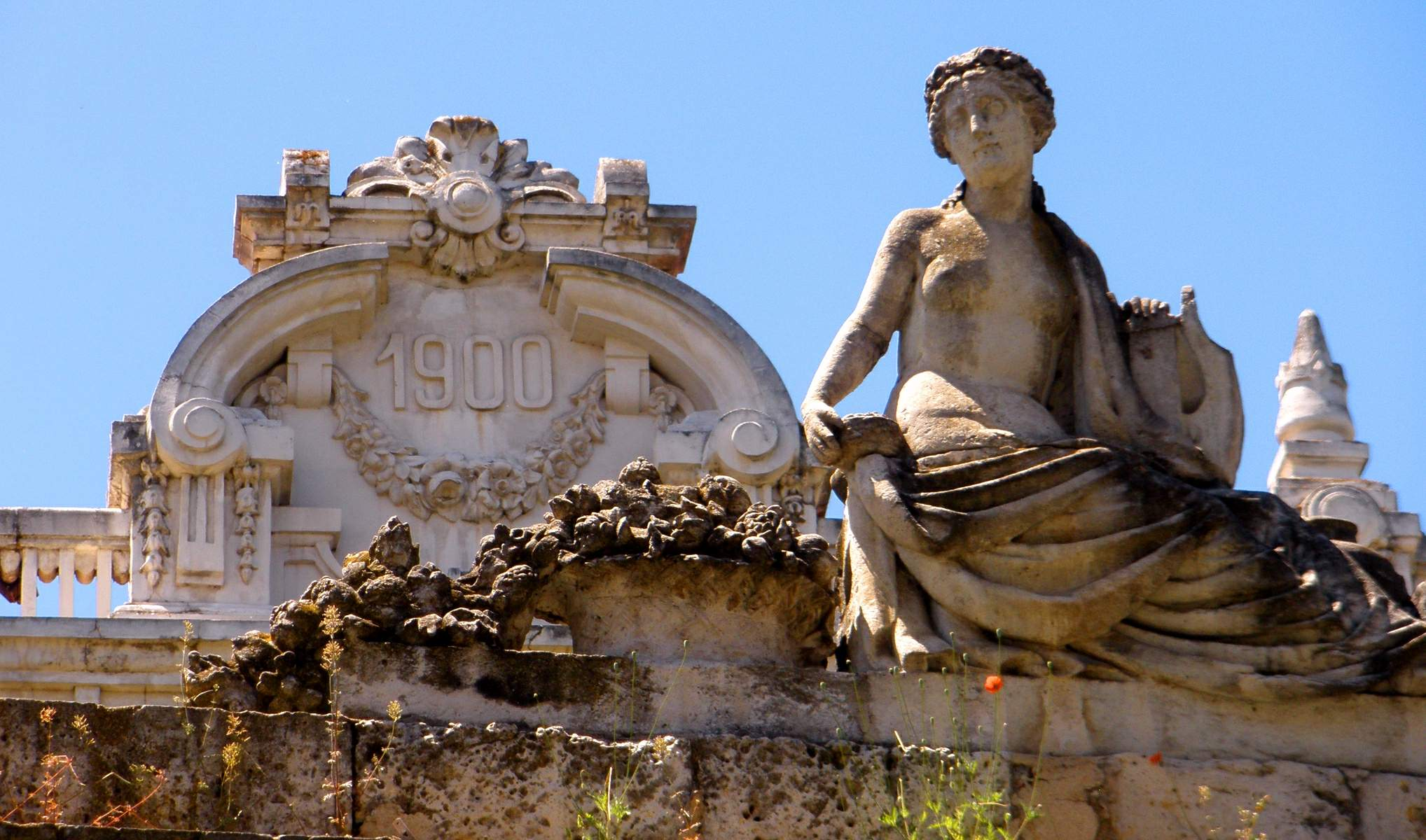
Conjunto escultórico en el acceso.

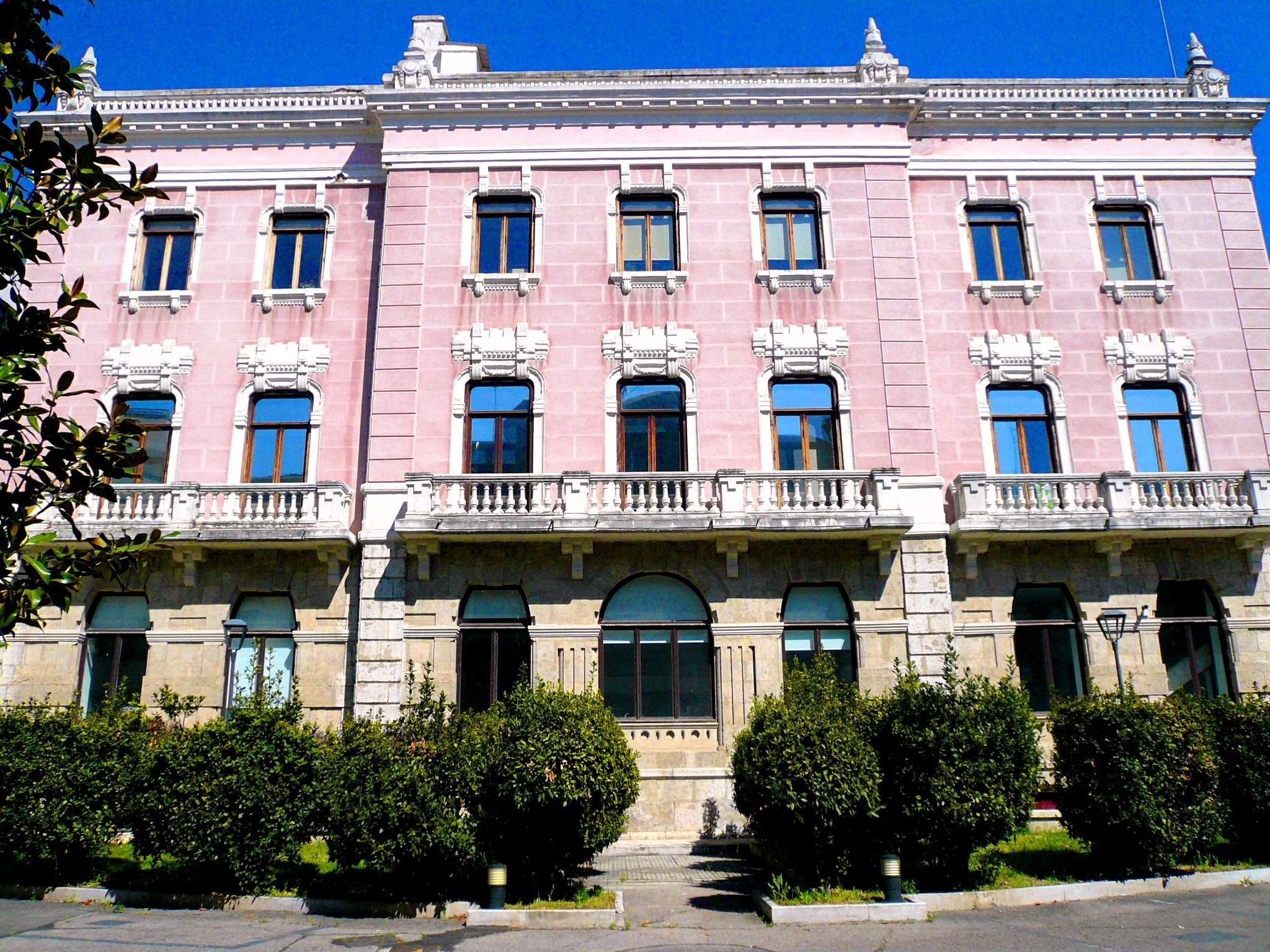
Fachada del edificio desde la calle Menéndez Pelayo.

El Banco Castellano fue una institución financiera española creada en Valladolid en 1900, año en el que se aprobaron los Estatutos del Banco Castellano y convocó concurso para proveer en pública oposición varias plazas para empleados. Tuvo sede en la calle Duque de la Victoria, n.º 12, de Valladolid. El primer presidente fue José de la Cuesta y Santiago, y en el Consejo de Administración así como en el accionariado participaban el Banco Industrial Gijonés, el Banco Asturiano de la Industria y el Comercio y la Banca Urquijo. El parlamentario conservador Santos Vallejo presidió la entidad al menos desde 1910 hasta su muerte en 1929, siendo un hombre que participó en otras empresas como Electra Popular Vallisoletana, Tranvías de Valladolid y Banco Central. Vicente Moliner Vaquero (1854-1956) también fue consejero del Banco Castellano. En un primer momento el Banco Castellano se implicó demasiado en el accionariado de otras sociedades, lo que le llevó a una profunda crisis en 1906, momento a partir del cual se reorienta dando más relevancia a la estrategia de banco comercial y hacia la inversión en fondos públicos.
Desde 1917, el Banco Castellano crea una Caja de ahorros en la que las cuentas pasan de un saldo de dos millones a 31 de diciembre de 1917, a más de veintiséis al final de 1921. Hasta 1922 sólo operan en Valladolid dos bancos, el Banco de España y el Castellano, a los que se suma en 1922 el Banco Hispano Americano. 
Durante la primera mitad del siglo XX el Banco Castellano fue el mayor de Castilla la Vieja por recursos propios, pero fue superado en 1954 por el Banco Coca (Salamanca), que había crecido espectacularmente en los años anteriores. En cuanto a la posición del Castellano en el ámbito nacional, en función de los mismos recursos, se puede resumir de este modo:
| Año       | Posición |
| --------- | -------- |
| 1925      | 28       |
| 1931-1934 | 34       |
| 1952      | 23       |
| 1961      | 28       |

Por otra parte, en 1930 el Banco de Bilbao adquirió casi el 25% de las acciones, con lo que empezó una creciente vinculación entre ambas entidades. En 1950 era ya el 35% del capital y en 1966 el 44%. Finalmente absorbió en 1970 a la entidad castellana, al tiempo que lo hacía con los Bancos de Irún, de La Coruña y Asturiano de la Industria y el Comercio.

## Sede
El Banco Castellano se ubicó en el edificio conocido en su origen como palacio de Ortiz Vega que se construyó en la segunda mitad del siglo XIX siguiendo los planos del arquitecto Antonio Iturralde Montel, perteneciente al acaudalado banquero y hombre de negocios Antonio Ortiz Vega. Fue levantado sobre parte de los antiguos terrenos del monasterio de San Francisco. Más tarde este edificio sirvió como alojamiento del Ayuntamiento cuando fue derribada la antigua Casa Consistorial. Posteriormente fue adquirido por el Banco Castellano, mientras en la planta alta se situaba el Gobierno Civil. El edificio fue remodelado por el arquitecto M. Cuadrillero y Sáez en 1920, resultando de ese momento su aspecto ecléctico.

## Acontecimientos
El 6 de agosto de 1965 fue desvalijada la caja fuerte del Banco Castellano, produciéndose el mayor robo hasta la fecha en la ciudad de Valladolid. Más tarde, en noviembre del mismo año, un empleado del banco se confiesa ser el coautor de la sustración de más de cinco millones de pesetas. Se produjeron varios arrestos en lo que era una operación en grupo.